# Haiti ai Giochi della XX Olimpiade
Haiti partecipò ai Giochi della XX Olimpiade che si sono svolti a Monaco di Baviera dal 26 agosto all'11 settembre 1972, con una delegazione di sette atleti iscritti in altrettante competizioni di atletica leggera. L'unica donna, Mireille Joseph, gareggiò nei 100 metri e fu la prima haitiana a prendere parte alle Olimpiadi. Fu la sesta partecipazione di questo paese ai Giochi. Non fu conquistata nessuna medaglia.